# Emmanuelle Laborit
Emmanuelle Laborit (Parigi, 18 ottobre 1971) è un'attrice e scrittrice francese, membro della comunità sorda.

## Biografia
Sorda dalla nascita, è nipote del celebre biologo Henri Laborit. Dopo un'infanzia segnata dall'isolamento, a sette anni impara la lingua dei segni francese (languages des signes française, LSF) e comincia un difficile percorso verso l'autonomia. Poco dopo entra in un istituto specializzato, dove la lingua dei segni è vietata, per spingere i bambini sordi a esprimersi oralmente. Queste esperienze maturano in lei la volontà di dedicarsi a combattere l'emarginazione alla quale i sordi sono condannati dalla società.

## Cultura sorda nel mondo del cinema e dello spettacolo
Studia recitazione in un centro speciale di ricerca creativa per sordi, l'International visual theatre. A ventidue anni riesce a esordire in teatro con un ruolo nella commedia Voyage au bout du métro (Viaggio al termine della metro). Poco tempo dopo, nel 1993, vince il premio Molière come giovane rivelazione per il suo ruolo in Les enfants du silence (I figli del silenzio) di Mark Medoff: è la prima attrice sorda a vincere questo premio. Nel 1994 pubblica un libro, Le cri de la mouette (Il grido del gabbiano), per i tipi della Robert Laffont, nel quale racconta le dure esperienze infantili e adolescenziali affrontate per superare l'handicap della sordità, da riaffermare l'habitat della comunicazione visiva.

## Carriera nel cinema
Successivamente, Emmanuelle Laborit ha interpretato molti ruoli diversi al cinema e al teatro. Il suo più notevole successo teatrale è stata l'Antigone, tragedia presentata al festival di Avignone nel 1995. In campo cinematografico, è notevole la sua partecipazione al film collettivo 11 settembre 2001 (2002), in un episodio diretto da Claude Lelouch. La Laborit è nota anche al pubblico italiano per il suo ruolo da protagonista nel film Marianna Ucrìa (1997), diretto da Roberto Faenza e tratto da un romanzo di Dacia Maraini.

## Filmografia
- El techo del mundo, regia di Felipe Vega (1995)
- Al di là del silenzio (Jenseits der Stille), regia di Caroline Link (1996)
- Marianna Ucrìa, regia di Roberto Faenza (1997)
- Un air si pur..., regia di Yves Angelo (1997)
- Retour à la vie, regia di Pascal Baeumler (1999)
- Marie-Line, regia di Mehdi Charef (2000)
- Stille Liebe, regia di Christoph Schaub (2001)
- 11 settembre 2001 (11'09"01 - September 11), regia collettiva (2002) - episodio Francia

## Opere letterarie
- Il grido del gabbiano[1][2][3] (1994)

## Altre notizie di recente
Dal 2003 è la nuova direttrice dell'International Visual Theatre, dove si dedica all'insegnamento, al teatro e alla ricerca nel campo della lingua dei segni. Nel 2007 ha avuto un figlio.